# Honnechy
Honnechy est une commune française située dans le département du Nord (59), en région Hauts-de-France.

## Géographie

### Site et situation
Honnechy est située dans la région Hauts-de-France, dans le sud du département du Nord, dans les plaines céréalières du Cambrésis et non loin du bocage de l'Avesnois. À vol d'oiseau, la commune est à 6,4 km du Cateau-Cambrésis, 20,4 km de Cambrai, 27,2 km de Saint-Quentin et 32,6 km de Valenciennes. La capitale régionale, Lille, est à 69,1 km.
Honnechy est proche de la source de l'Erclin, affluent de l'Escaut.

### Voies de communication et transports
Le village est traversé par la route départementale D115 qui relie Bertry à la D21 ainsi que par la D932, dite « Chaussée Brunehaut », ancienne voie romaine qui reliait Bagacum Nerviorum (Bavay), l'ancienne cité des Nerviens, à Vermand, probable ancienne cité des Viromanduens. Le territoire communal est traversé également par la D21, du Cateau-Cambrésis à Bohain.
La commune est reliée au Cateau-Cambrésis et à Caudry par la ligne n° 328 du réseau de transport routier départemental arc-en-ciel 3.
Le territoire d'Honnechy est traversé par deux lignes ferroviaires à voie double, divergeant depuis la gare de Busigny vers Cambrai et Lille d'une part, Maubeuge et Bruxelles d'autre part. La halte ferroviaire de Maurois, sur la ligne n° 15 Saint-Quentin-Cambrai-Lille des TER Nord-Pas-de-Calais, est située sur la limite des deux territoires communaux de Maurois et Honnechy.
| Maurois | Reumont  | Le Cateau-Cambrésis |
|         | Honnechy | Saint-Benin         |
| Busigny |          | Saint-Souplet       |

### Hydrographie

#### Réseau hydrographique
La commune est située dans le bassin Artois-Picardie. Elle est drainée par le ruisseau d'Entre Deux Villes,.

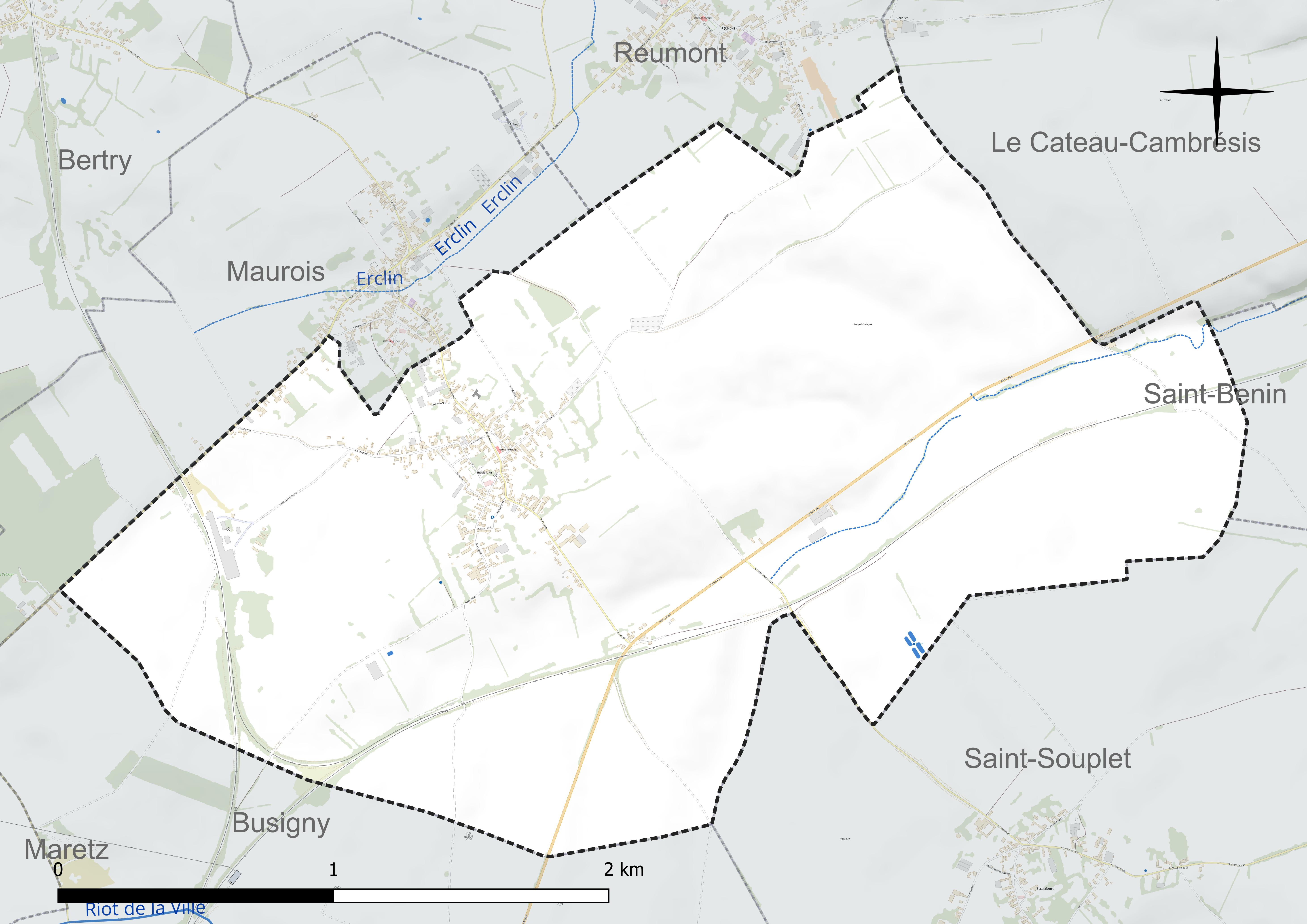
Réseau hydrographique d'Honnechy.

#### Gestion et qualité des eaux
Le territoire communal est couvert par le schéma d'aménagement et de gestion des eaux (SAGE) « Escaut ». Ce document de planification concerne un territoire de 2 005 km2 de superficie, délimité par le bassin versant de l'Escaut. Le périmètre a été arrêté le 9 juin 2006 et le SAGE proprement dit a été approuvé le 13 juillet 2021. La structure porteuse de l'élaboration et de la mise en œuvre est le syndicat mixte Escaut et Affluents (SyMEA). 
La qualité des cours d'eau peut être consultée sur un site dédié géré par les agences de l'eau et l'Agence française pour la biodiversité. 

### Climat
Pour des articles plus généraux, voir Climat des Hauts-de-France et Climat du Nord.
En 2010, le climat de la commune est de type climat océanique dégradé des plaines du Centre et du Nord, selon une étude du CNRS s'appuyant sur une série de données couvrant la période 1971-2000. En 2020, Météo-France publie une typologie des climats de la France métropolitaine dans laquelle la commune est exposée à un climat océanique altéré et est dans la région climatique  Nord-est du bassin Parisien, caractérisée par un ensoleillement médiocre, une pluviométrie moyenne régulièrement répartie au cours de l'année et un hiver froid (3 °C). 
Pour la période 1971-2000, la température annuelle moyenne est de 9,8 °C, avec une amplitude thermique annuelle de 14,7 °C. Le cumul annuel moyen de précipitations est de 778 mm, avec 12,3 jours de précipitations en janvier et 9,5 jours en juillet. Pour la période 1991-2020, la température moyenne annuelle observée sur la station météorologique la plus proche, située sur la commune d'Épehy à 25 km à vol d'oiseau, est de 10,6 °C et le cumul annuel moyen de précipitations est de 752,8 mm,. Pour l'avenir, les paramètres climatiques de la commune estimés pour 2050 selon différents scénarios d'émission de gaz à effet de serre sont consultables sur un site dédié publié par Météo-France en novembre 2022.

## Urbanisme

### Typologie
Au 1er janvier 2024, Honnechy est catégorisée bourg rural, selon la nouvelle grille communale de densité à sept niveaux définie par l'Insee en 2022.
Elle est située hors unité urbaine et hors attraction des villes,.

### Occupation des sols
L'occupation des sols de la commune, telle qu'elle ressort de la base de données européenne d'occupation biophysique des sols Corine Land Cover (CLC), est marquée par l'importance des territoires agricoles (94,3 % en 2018), une proportion identique à celle de 1990 (94,3 %). La répartition détaillée en 2018 est la suivante : 
terres arables (62,7 %), prairies (31,6 %), zones urbanisées (5,7 %). L'évolution de l'occupation des sols de la commune et de ses infrastructures peut être observée sur les différentes représentations cartographiques du territoire : la carte de Cassini (XVIIIe siècle), la carte d'état-major (1820-1866) et les cartes ou photos aériennes de l'IGN pour la période actuelle (1950 à aujourd'hui).

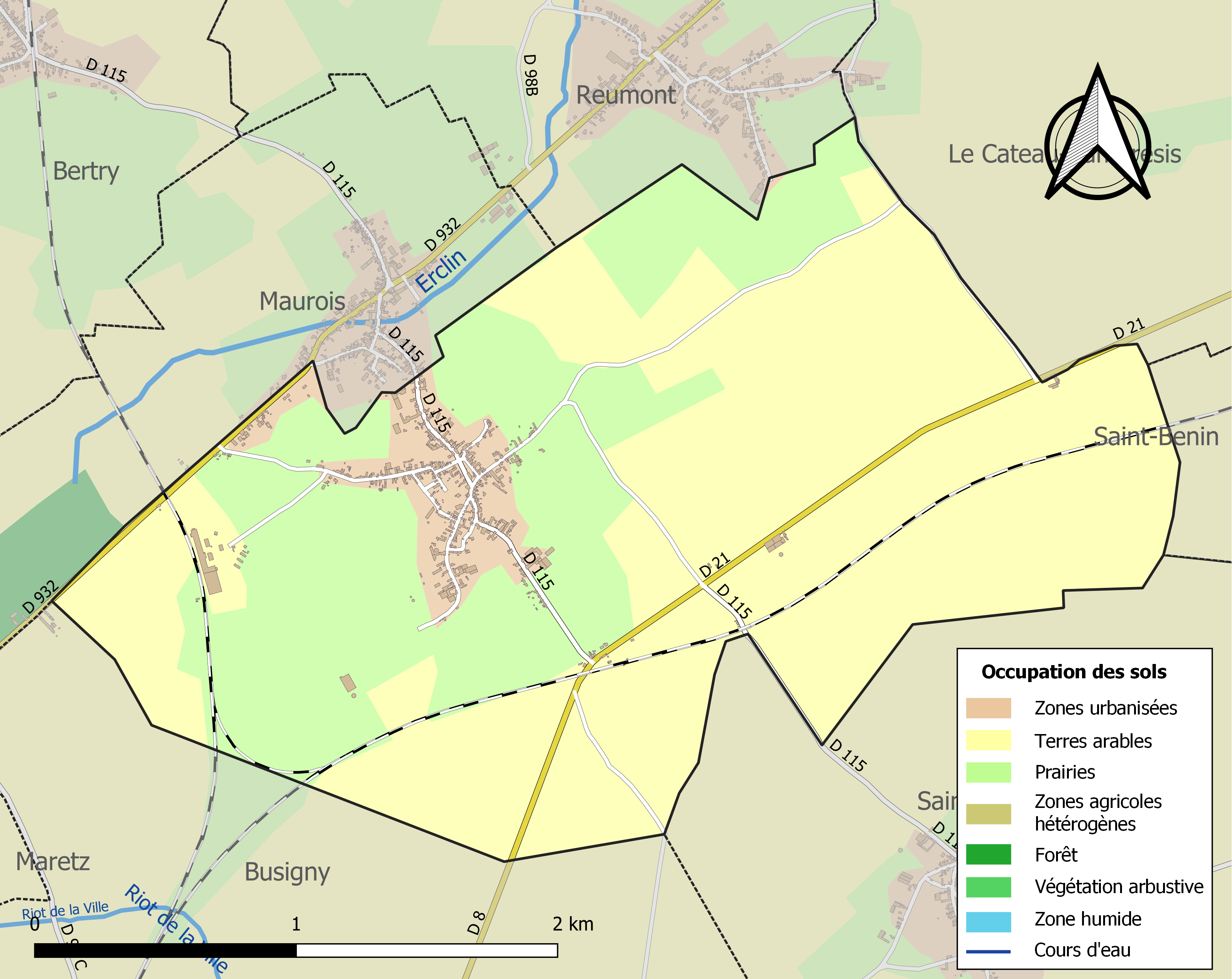
Carte des infrastructures et de l'occupation des sols de la commune en 2018 (CLC).

## Toponymie
Le village est mentionné dès 909 sous le nom Gundreceias, puis aux XIIe et XIIe siècles Honnechies, Honesies, Huneneiæ, Curtis de Huneineis, Honechies, Hunechies, Gundrecheias, Huneciæ. Boniface fait dériver le nom du celte gondoa (« fond ») ou guen (« marais ») et interprète le nom comme « l'habitation près de l'eau ».
Ernest Nègre y voit un anthroponyme germanique, Hunencus + iacas (« appartenant à Hunencus »), Maurits Gysseling l'anthoponyme Hunico + iacas (« appartenant à Hunico »).

## Histoire
Le 20 décembre 911, Charles le Simple, roi de France, confirme au chapitre Notre-Dame de Cambrai la possession de terres à Gondrecheias (Honnechy).
Le château date du XVIIIe siècle et il est occupé depuis 1720. 
Construit par Nicolas Lemoine sur les ruines d'un ancien château-fort, il a conservé des traces de son origine médiévale. Son seigneur Lemoine fut inhumé dans l'église du village. Sa stèle  est encore visible dans le chœur de l'église mais malheureusement martelée pendant la Révolution. Diverses familles se succédèrent dont la famille Decupere. Il fut racheté en 1947 par M. et Mme Ducourant. Il devint ensuite la propriété de M. Houteer. Un incendie détruisit une aile de l'ancien corps de ferme vers 1950 où il faisait un élevage de pigeons et de volailles. Un couple de médecins en fut ensuite propriétaire pendant quelques années sans l'occuper. L'architecture du château rappelle étrangement celle du Palais Fénelon, qui abrite aujourd'hui le musée Matisse du Cateau-Cambrésis, ce qui lui vaut le surnom de « Petit Fénelon » ou « Frère du Musée Matisse » qui se situe à 5 km[réf. nécessaire]. Le domaine actuel s'étend sur 7 000 m2. Les caves et les souterrains datent du XIVe siècle.
Honnechy fit partie du théâtre de la bataille du Cateau en août 1914, et resta sous contrôle de l'Empire allemand de cette date jusqu'au 9 octobre 1918, quand la 25e Division et la 6e Brigade de cavalerie britanniques la reprirent.

## Héraldique
|  | Les armes de Honnechy se blasonnent ainsi : « D'azur au dragon d'or, lampassé de gueules, s'essorant en fasce. » |

## Politique et administration
Maire en 1802-1803 : Louis Laruelle.

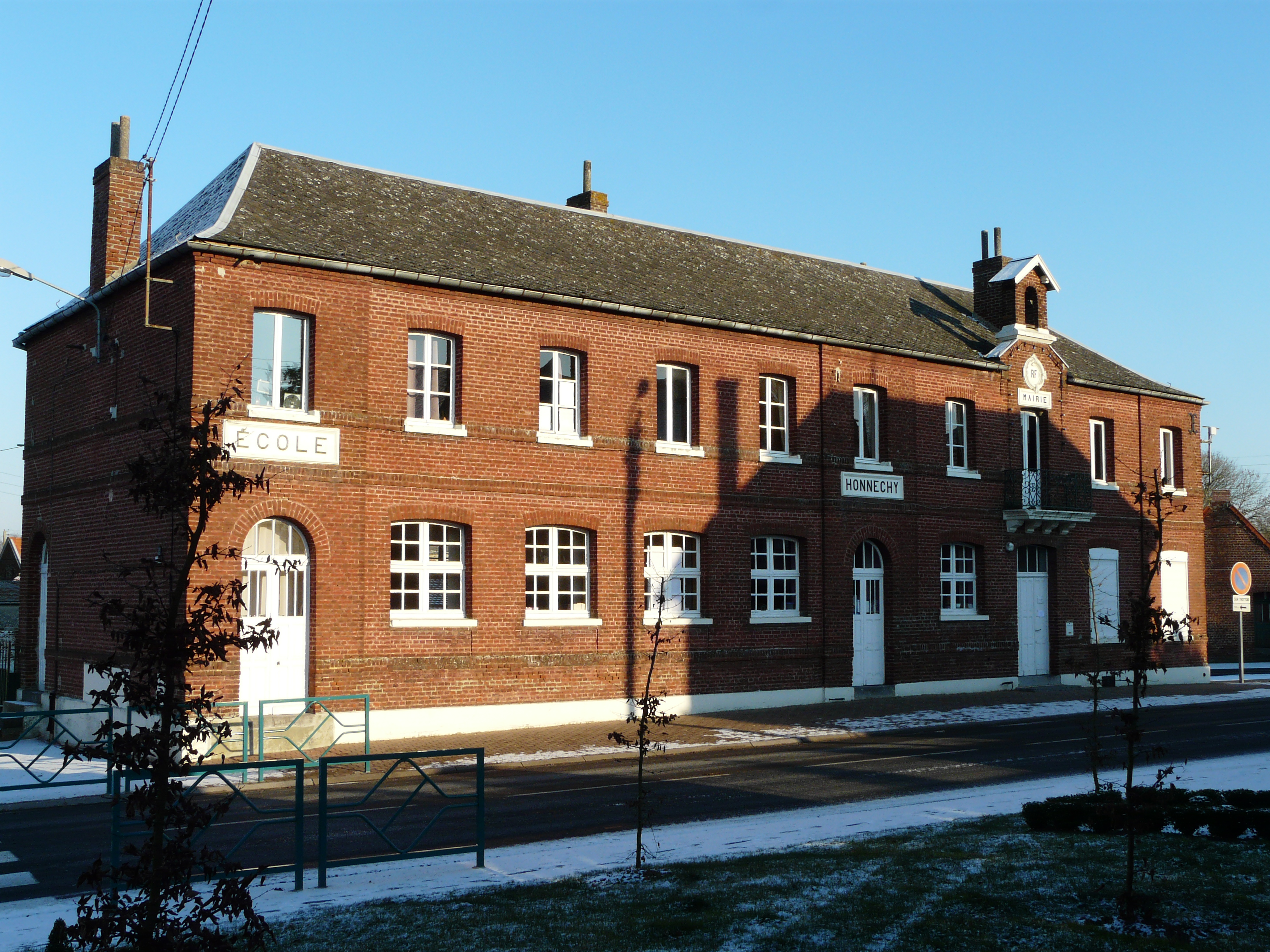
La mairie

Maire en 1807 : Vitaux.
| Période                                  | Période   | Identité                 | Étiquette | Qualité |
| ---------------------------------------- | --------- | ------------------------ | --------- | ------- |
| 1839                                     |           | Afchain                  |           |         |
| 1849                                     | 1851 ?    | Jean Baptiste Delplanque |           |         |
| 1857                                     |           | Hector Cotteaux          |           |         |
| novembre 1871                            |           | Delatre                  |           |         |
| 1880                                     |           | Henri Levêque            |           |         |
| mars 2001                                | mars 2008 | Géry Ioos                |           |         |
| mars 2008                                | En cours  | Bertrand Lefebvre        |           |         |
| Les données manquantes sont à compléter. |           |                          |           |         |

## Population et société

### Démographie

#### Évolution démographique
L'évolution du nombre d'habitants est connue à travers les recensements de la population effectués dans la commune depuis 1793. Pour les communes de moins de 10 000 habitants, une enquête de recensement portant sur toute la population est réalisée tous les cinq ans, les populations de référence des années intermédiaires étant quant à elles estimées par interpolation ou extrapolation. Pour la commune, le premier recensement exhaustif entrant dans le cadre du nouveau dispositif a été réalisé en 2008.

En 2022, la commune comptait 558 habitants, en évolution de +2,39 % par rapport à 2016 (Nord : +0,51 %, France hors Mayotte : +2,11 %).
| 1793 | 1800 | 1806 | 1821 | 1831 | 1836  | 1841  | 1846  | 1851  |
| ---- | ---- | ---- | ---- | ---- | ----- | ----- | ----- | ----- |
| 667  | 576  | 770  | 854  | 941  | 1 025 | 1 170 | 1 248 | 1 343 |

| 1856  | 1861  | 1866  | 1872  | 1876  | 1881  | 1886  | 1891  | 1896  |
| ----- | ----- | ----- | ----- | ----- | ----- | ----- | ----- | ----- |
| 1 335 | 1 360 | 1 418 | 1 494 | 1 531 | 1 360 | 1 237 | 1 207 | 1 236 |

| 1901  | 1906  | 1911  | 1921 | 1926  | 1931  | 1936 | 1946 | 1954 |
| ----- | ----- | ----- | ---- | ----- | ----- | ---- | ---- | ---- |
| 1 131 | 1 147 | 1 088 | 950  | 1 073 | 1 043 | 861  | 750  | 770  |

| 1962 | 1968 | 1975 | 1982 | 1990 | 1999 | 2006 | 2008 | 2013 |
| ---- | ---- | ---- | ---- | ---- | ---- | ---- | ---- | ---- |
| 802  | 703  | 623  | 537  | 487  | 496  | 515  | 522  | 538  |

| 2018 | 2022 | - | - | - | - | - | - | - |
| ---- | ---- | - | - | - | - | - | - | - |
| 552  | 558  | - | - | - | - | - | - | - |

#### Pyramide des âges
La population de la commune est relativement jeune.
En 2018, le taux de personnes d'un âge inférieur à 30 ans s'élève à 42,4 %, soit au-dessus de la moyenne départementale (39,5 %). À l'inverse, le taux de personnes d'âge supérieur à 60 ans est de 17,0 % la même année, alors qu'il est de 22,5 % au niveau départemental.
En 2018, la commune comptait 276 hommes pour 276 femmes, soit un taux de 50 % de femmes, légèrement inférieur au taux départemental (51,77 %).
Les pyramides des âges de la commune et du département s'établissent comme suit.
| Hommes | Classe d’âge | Femmes |
| ------ | ------------ | ------ |
| 0,4    | 90 ou +      | 1,1    |
| 2,5    | 75-89 ans    | 7,2    |
| 10,5   | 60-74 ans    | 12,3   |
| 18,5   | 45-59 ans    | 17,0   |
| 22,1   | 30-44 ans    | 23,6   |
| 17,0   | 15-29 ans    | 15,9   |
| 29,0   | 0-14 ans     | 22,8   |

| Hommes | Classe d’âge | Femmes |
| ------ | ------------ | ------ |
| 0,5    | 90 ou +      | 1,4    |
| 5,3    | 75-89 ans    | 8,1    |
| 14,8   | 60-74 ans    | 16,2   |
| 19,1   | 45-59 ans    | 18,4   |
| 19,5   | 30-44 ans    | 18,7   |
| 20,7   | 15-29 ans    | 19,1   |
| 20,2   | 0-14 ans     | 18     |

## Économie

### Revenus et fiscalité
En 2011, le revenu fiscal médian par ménage était de 23 936 €, ce qui plaçait Honnechy au 26 515e rang parmi les 31 886 communes de plus de 49 ménages en métropole.

### Entreprises
La commune accueille la Galvanisation du Cambrésis, qui emploie environ 45 salariés.

## Lieux et monuments

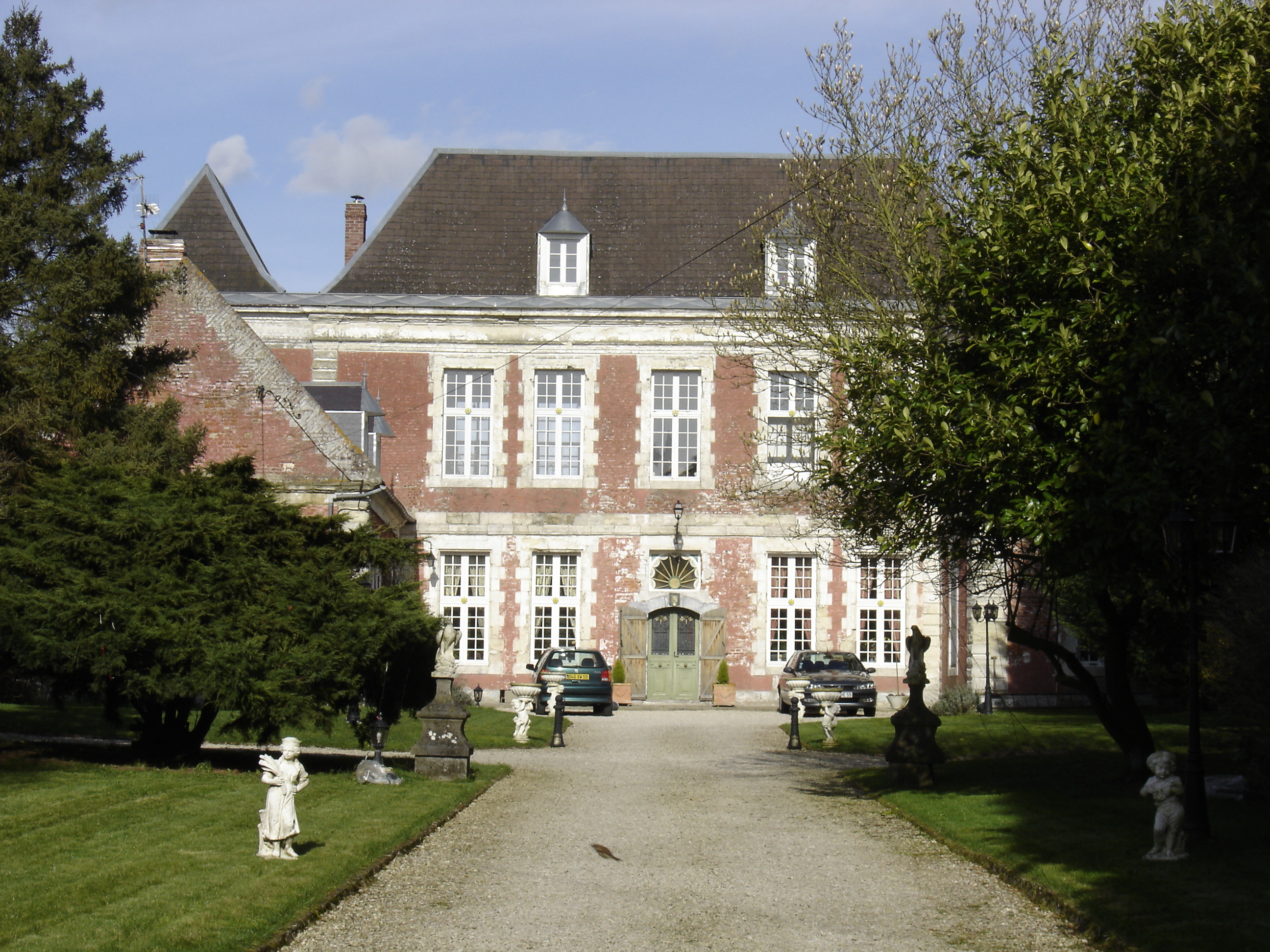
Le château d'Honnechy

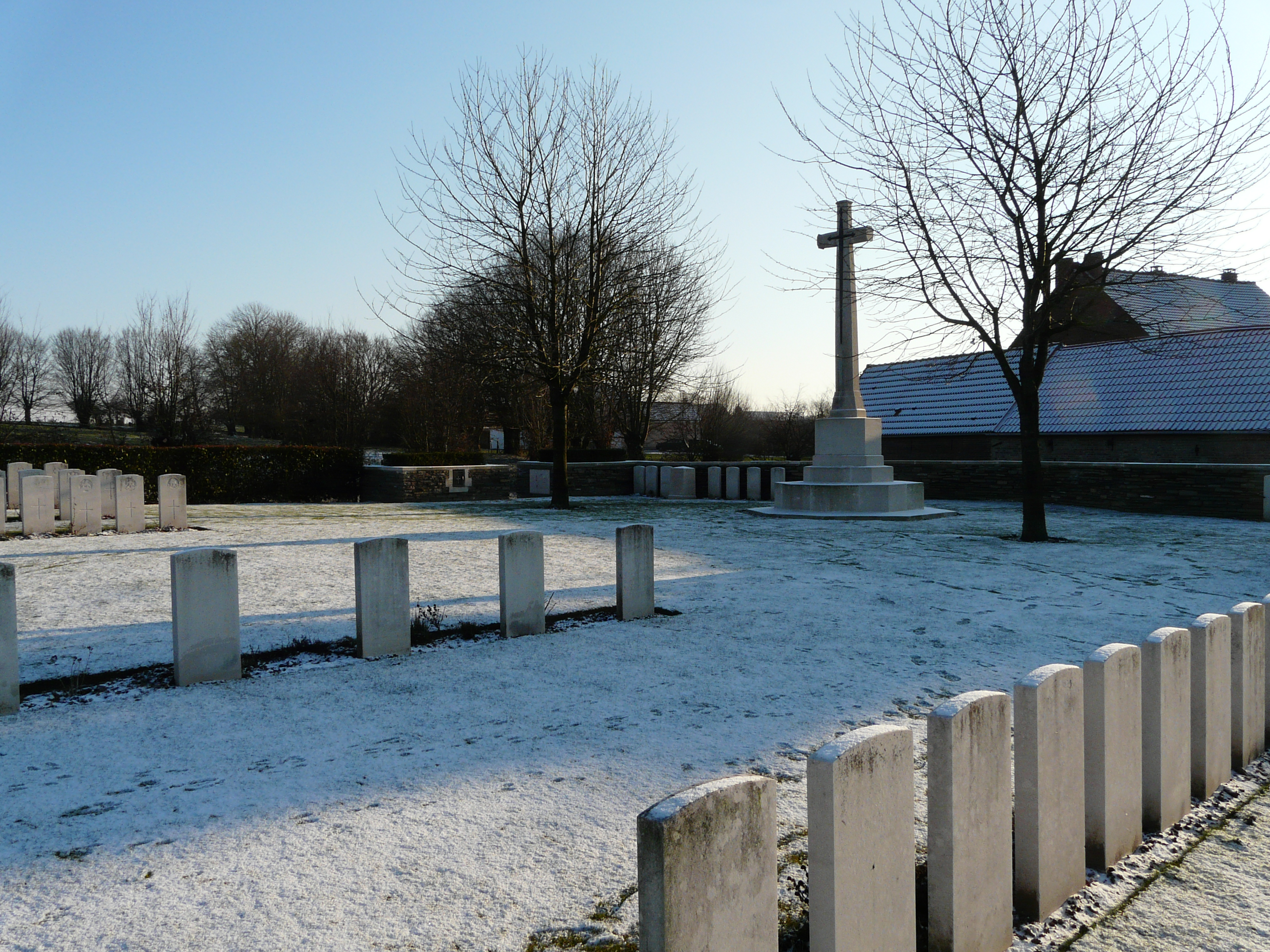
Le cimetière britannique

### Le château d'Honnechy
Le château date du début du XVIIIe siècle. Il est construit sur un ancien château fort qui appartenait à la châtellenie de Guise, dont les caves donnent accès par un escalier d'une vingtaine de marches, au souterrain. (Profondeur : 8 mètres 75)
Sa construction débuta dans les années 1706-1720. L'édifice construit en briques (en pierres de taille et en pierres bleues) possède une belle charpente en chêne encore en état aujourd'hui. Il est la copie conforme[réf. nécessaire] du Palais Fénelon du Cateau, le musée Matisse actuel.
Le seigneur Nicolas Lemoine est inhumé dans le chœur de l'église du village, ainsi que deux de ses fils.
50° 04′ 15″ N, 3° 28′ 15″ E
- Chapelle Saint Éloi
- Chapelle Saint Roch
- Église St Martin

Le cimetière britannique Honnechy British Cemetery situé sur la route de Reumont abrite 455 tombes de soldats du Commonwealth, dont 348 sont identifés.

## Personnalités liées à la commune
- Désiré Leriche[30], chevalier de Légion d'honneur, censeur de l'école des beaux-arts de Lille, natif de la commune en 1849.

## Pour approfondir